# Progressief-Conservatieve Partij van Canada
De Progressief-Conservatieve Partij van Canada (PC, Engels: Progressive Conservative Party of Canada, Frans: Parti progressiste-conservateur du Canada) was een Canadese federale politieke partij. De partij was de voortzetting van oude Conservatieve Partij van Canada, die haar naam wijzigde in 1942.
De Progressief-Conservatieve Partij leverde in totaal vier Canadese ministers-presidenten: John George Diefenbaker (1957-1963), Joe Clark (1979-1980), Brian Mulroney (1984-1993) en Kim Campbell (1993). In 1987 vond er een afsplitsing plaats van ontevreden Westelijke conservatieven. Die gingen verder met de Hervormingspartij (Reform Party).
In 2003 fuseerde de Progressief-Conservatieve Partij van Canada met de Canadese Alliantie (Canadian Alliance) tot de huidige Conservatieve Partij van Canada (Conservative Party of Canada). Sommige oud-leden die hier niet mee eens waren begonnen in augustus 2004 een nieuwe partij onder de naam Progressieve Canadese Partij (Progressive Canadian Party).

## Verkiezingen voor hetCanadees Lagerhuis, 1945–2000
| Jaar | # kandidaten | # zetels | # stemmen | % stemmen (landelijk) |
| ---- | ------------ | -------- | --------- | --------------------- |
| 1945 | 203          | 65       | 1.448.744 | 27,62%                |
| 1949 | 249          | 41       | 1.734.261 | 29,62%                |
| 1953 | 248          | 50       | 1.749.579 | 31,01%                |
| 1957 | 256          | 109      | 2.564.732 | 38,81%                |
| 1958 | 265          | 208      | 3.908.633 | 53,56%                |
| 1962 | 265          | 114      | 2.865.542 | 37,22%                |
| 1963 | 265          | 93       | 2,582.322 | 32,72%                |
| 1965 | 265          | 95       | 2.500.113 | 32,41%                |
| 1968 | 262          | 72       | 2.548.949 | 31,36%                |
| 1972 | 265          | 107      | 3.388.980 | 35,02%                |
| 1974 | 264          | 95       | 3.371.319 | 35,46%                |
| 1979 | 282          | 136      | 4.111.606 | 35,89%                |
| 1980 | 282          | 103      | 3.552.994 | 32,49%                |
| 1984 | 282          | 211      | 6.278.818 | 50,03%                |
| 1988 | 295          | 169      | 5.667.543 | 43,02%                |
| 1993 | 295          | 2        | 2.178.303 | 16,04%                |
| 1997 | 301          | 20       | 2.446.705 | 18,84%                |
| 2000 | 291          | 12       | 1.566.994 | 12,19%                |

Vertegenwoordigd in het Canadees Lagerhuis:
Bloc Québécois · Conservatieve Partij van Canada · Groene Partij van Canada · Liberale Partij van Canada · Nieuwe Democratische Partij van Canada
Voor partijen die niet in het Lagerhuis vertegenwoordigd zijn, provinciale partijen, en opgeheven partijen, zie Lijst van Canadese politieke partijen.